# Канкуэн
Канкуэн, Cancuén — важный археологический памятник культуры майя классического периода. Руины находятся на юге региона Сайашче, департамент Эль-Петен, Гватемала. Город был населён в период 300 — 950 гг. н. э. В 765 — 790 гг., когда городом правил правитель Т’ах'ак' Ча’ан, Канкуэн стал доминирующим городом на юге современного департамента Эль-Петен. Расцвет города приходится на рубеж 8-9 вв.
Среди недавних находок — весьма искусная керамика, мастерские по обработке яшмы, принадлежности для игры в мяч, а также самый крупный из дворцов культуры майя. Дворец представляет собой массивное сооружение из трёх блоков площадью 8,2 гектара, состоящее из 170 помещений и 11 веранд. В некоторых местах толщина стен достигает 1,8 метра. Арки и комнаты со сводами по высоте могут достигать 6 метров.
На стадионе для игры в мяч обнаружено 3 принадлежности, изображающие правителя по имени T’ah 'ak' Cha’an в виде игрока, а также панель весом в 45 кг, где он изображён возглавляющим церемонию в соседнем городе Мачакила.